# Брод (фильм)
«Брод» — фильм режиссёра Андрея Добровольского. Выпущен в прокат киностудией «Мосфильм» (СССР) в 1987 году.

## Сюжет
Первый план картины — на высоком берегу медленно текущей широкой и холодной реки замерли четыре всадника.
1941 год. Большой город, оккупированный фашистами. Мать с двумя сыновьями, десяти и пяти лет, возвращаются в большую квартиру, после того, как их поезд разбомбили. Отец мальчиков — профессор, декан университета, сейчас на фронте в Красной армии. К ним часто приходит немецкий офицер Ленц, который в начале тридцатых годов был аспирантом Отца, посещал этот дом и с тех пор неравнодушен к матери мальчиков. Он поддерживает семью, принося еду. Братья часто разглядывают альбом с гравюрами Альбрехта Дюрера. Это огромная книга, в обложку которой вмонтирована медаль — награда Отцу от Пражского университета. Чаще всего они рассматривают гравюру «Всадники Апокалипсиса». Однажды младший красным грифелем рисует звёзды на чёрно-белых всадниках…
В подвале дома некоторое время скрывается подруга Матери, чтобы не быть угнанной в Германию. В дом заходят полицаи, один из них, тоже довоенный сотрудник Отца, уговаривает Мать пойти на работу к немцам ради спасения детей. Мать отказывается.
Многократно повторяется сцена любимой довоенной игры Отца с детьми, они весело кружатся по залитой светом комнате: «Луна вращается вокруг Солнца и всегда повёрнута к нему одной стороной!». Игры детей становятся всё более мрачными. С неулыбчивыми лицами взрослых людей играют они в «барахолку», в «приведение в исполнение смертной казни через повешение». Одна такая игра приводит к смерти Ленца, когда в него по ошибке швырнул гранату старший сын.
Мать и дети бегут из города…

## В ролях
- Альбина Матвеева — Мать
- Юрий Звягинцев — младший сын
- Валерий Уланов — старший сын
- Сулев Луйк — Губарь
- Виктор Гайнов — преследователь
- Евгений Данчевский — полицай
- Николай Кузьмин — полицай
- Валерий Колесников — полицай

## Съёмочная группа
- Режиссёр — Андрей Добровольский, Георгий Дульцев
- Сценарист — Владислав Семернин
- Оператор — Юрий Райский
- Композитор — Николай Каретников
- Художник — Ирина Шляпникова
- Звукорежиссёр — Виктор Строков